# El Juicio (Tarot)

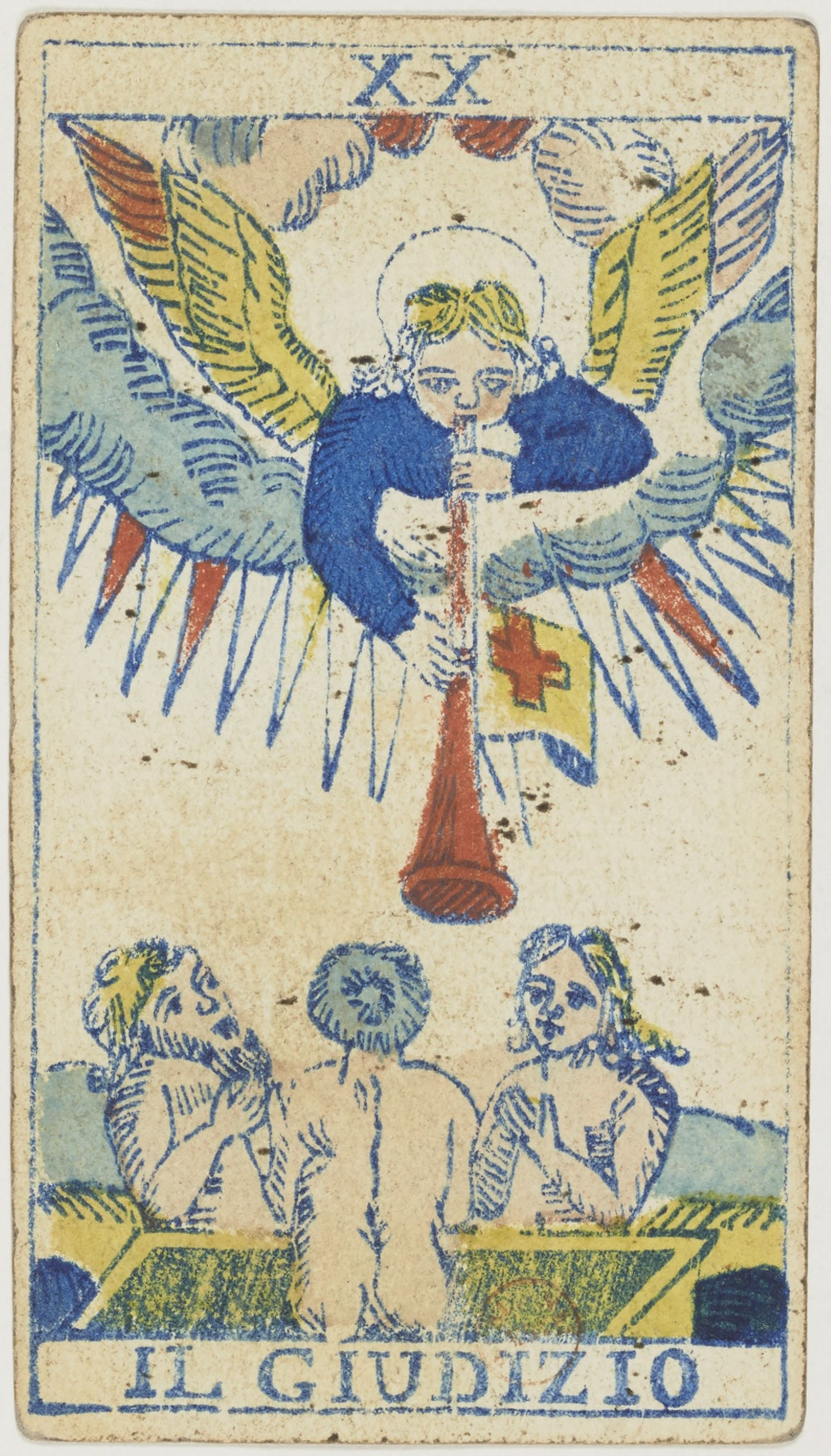
Una versión antigua de El Juicio, pero que se ilustra como muchas interpretaciones modernas de la carta.

El Juicio es una de las 78 cartas del tarot y la carta número 20 de los arcanos mayores. Derecha, la carta simboliza la autoevaluación, el despertar, la renovación, el propósito y la reflexión. Por el contrario, invertida, la misma simboliza la duda, la falta de conciencia de sí mismo, la incapacidad de aprender de sus experiencias y el autodesprecio. Como resultado, representa el Juicio Final. Esto se ilustra generalmente con hombres y mujeres que se levantan de sus tumbas. En el cielo, se ve al arcángel Gabriel soplando la trompeta, mientras que al fondo hay un maremoto. Debido a su temática, la carta tiene una conexión bíblica y especialmente cristiana. Históricamente, la carta también se ha sido conocida como el ángel. En un juego de tarot del siglo XV también se representó a Dios, pero la carta fue cambiada ya que algunos la percibieron como una falta de respeto. Otra versión anterior de la carta ilustra la resurrección de los muertos sobre un paisaje urbano. La carta también claro esta llamada el Juicio Final o Ángel del Juicio.

## Elementos Descriptivos
- Aparece un ángel, posiblemente Metatron, en la parte superior central de la carta, este se encuentra tocando una trompeta.
- Se encuentran varias personas, en algunas versiones desnudas, observando el ángel en el cielo.
  - En algunas versiones las personas se encuentran saliendo de tumbas